# 未来の風 (西田ひかるの曲)
「未来の風」（みらいのかぜ）は、西田ひかるの楽曲。作詞・作曲は松村春菜、編曲は大島ミチルで、2000年（平成12年）に広島県で開催された国民文化祭のテーマソングとして作成された。
本記事では、小長谷宗一の作曲による吹奏楽曲「マーチ 未来の風」についても解説する。

## 解説
2000年（平成12年）11月3日から12日にかけて広島県で開催された第15回国民文化祭「ひろしま2000」のテーマソングとして作成された楽曲である。開催に当たって全国の20歳未満の若者を対象にテーマソングの懸賞募集を実施し、広島県立庄原格致高等学校音楽部に在籍していた松村春菜の応募作が入選採用された。テーマソングとして大島ミチルの編曲、西田ひかるの歌唱により開会式で演奏されると共に、小長谷宗一が演目「吹奏楽の祭典」テーマ曲として原曲「未来の風」を主題とする「マーチ 未来の風」を作曲している。
第15回国民文化祭広島県実行委員会が制作した8センチCDは非売品であったが、閉幕後の2001年（平成13年）には、広島市公文書館が刊行した『被爆50周年 図説戦後広島市史 街と暮らしの50年』付録CDにおいて広島平和記念式典の式歌「ひろしま平和の歌」や美空ひばり「一本の鉛筆」、芹洋子「花ぐるま」他の楽曲と合わせて収録されている。
21世紀以降は毎年秋に開催される「けんみん文化祭ひろしま」のテーマ曲として、マスコットの「ブンカッキー」と共に第15回国民文化祭実行委員会から引き継がれている。広島県は大阪府、大分県と並んで府県民歌を制定していないため、この「未来の風」は1996年（平成8年）開催の第51回ひろしま国体開会式において県旗掲揚時の代替曲として1994年（平成6年）に作成された体育歌「虹の輝き」と共に県が制定に関わった数少ない楽曲である。